# 特羅埃希納 (波隆涅區)
50°0′35″N 27°22′14″E / 50.00972°N 27.37056°E
特羅埃希納（烏克蘭語：Троєщина），是烏克蘭西部的村莊，隸屬赫梅利尼茨基州的舍佩蒂夫卡區。該村始建於1520年，面積0.73平方公里，海拔高度260米，2001年人口273，人口密度每平方公里372.4人。